# Myzomela eichhorni
Papa-mel-de-eichhorn ou suga-mel-de-rabadilha-vermelha (Myzomela eichhorni) é uma espécie de ave da família Meliphagidae.
É endémica das Ilhas Salomão.